# Coelobathra eucrines
Coelobathra eucrines är en fjärilsart som beskrevs av Turner 1908. Coelobathra eucrines ingår i släktet Coelobathra och familjen Crambidae. Inga underarter finns listade i Catalogue of Life.